# گوین (خمیر)
گِوین، روستایی در دهستان رودبار بخش رویدر شهرستان خمیر در استان هرمزگان ایران است.
این روستا در فاصلهٔ ۱۸ کیلومتری جنوب شهر رویدر واقع شده‌است.

## مذهب
مردم روستا از اهل سنت و از شاخه شافعی هستند یعنی از پیروان محمد ادریس شافعی هستند.

## امکانات
دارای ۷ مسجد، ۱۳ آب‌انبار، برکه و مدرسهٔ راهنمای دخترانه و پسرانه، آب برق، مخابرات تلفن همراه، سالن ورزشی بسیج، سد و پارک ناخ

## چشمه
این روستا دارای چشمه آبی است که تعداد ۲۰۰۰ اصله نخل را آبیاری می‌کند. زمین دیم آن ۵۰۰ من (۲۰۰۰من) است که در آن جو و گندم کشت دیم می‌کنند.

## جمعیت
بر پایه سرشماری عمومی نفوس و مسکن در سال ۱۳۹۵، جمعیت این روستا برابر با ۱٬۲۱۷ نفر (۴۰۲ خانوار) بوده‌است.